# Seznam enot nepremične kulturne dediščine v Občini Sveta Trojica v Slovenskih goricah
Seznam enot nepremične kulturne dediščine v Občini Sveta Trojica v Slovenskih goricah.

## Seznam
| Slika | Ime                                       | Evidenčna številka | Kraj                               | Leto razglasitve | Vrsta spomenika  | Tip spomenika              | Časovna uvrstitev    | Opis |
| ----- | ----------------------------------------- | ------------------ | ---------------------------------- | ---------------- | ---------------- | -------------------------- | -------------------- | --- |
|       | Gomila                                    | 1050               | Gočova                             | 1992             | lokalnega pomena | arheološka dediščina       | rimska doba          | Delno prekopana rimska gomila z višino 1,1 m in premerom 15 m. Arheloški terenski spomenik v prvotni legi. |
|       | Gomila                                    | 1054               | Gočova                             | 2011             | lokalnega pomena | arheološka dediščina       | rimska doba          | Prekopana rimska gomila, višine 0,3 m in premera 5 m. Leta 1962 odkrit žgan grob s fragmenti posod. Arheološki terenski spomenik v prvotni legi. |
|       | Hiša Gočova 26                            | 25517              | Gočova                             | 2011             | lokalnega pomena | profana stavbna dediščina  | konec 19. stoletja   | Pritlična podkletena hiša iz druge polovice 19. stoletja s sedemosno glavno fasado in stebriščno vhodno lopo je krita z opečno dvokapno streho. |
|       | Hiša Gočova 6                             | 25515              | Gočova                             |                  | lokalnega pomena | profana stavbna dediščina  | konec 19. stoletja   | Pritlična podkletena hiša iz druge polovice 19. stol., s sedemosno glavno fasado in kamnitim vhodnim portalom v osrednji osi, je krita z opečno dvokapno streho. Po izgradnji nove hiše 2003 je bila stara hiša odstranjena.                                                        |
|       | Hiša Gočova 7                             | 25516              | Gočova                             | 2011             | lokalnega pomena | profana stavbna dediščina  | 19. stoletje         | Pritlično hišo iz 19. stoletja s petosno glavno fasado in polkrožno zaključenim kamnitim portalom v osrednji osi pokriva dvokapna opečna streha. |
|       | Lenčeva kapelica                          | 2908               | Gočova                             |                  | lokalnega pomena | sakralna stavbna dediščina | konec 19. stoletja   | Kapelica iz druge polovice 19. stoletja je brez profilacije. Na strehi ima masiven osmerokotni leseni zvonik, krit s pločevinasto kritino. V notranjosti je Marijin kip. |
|       | Rimska gomila ob cesti Gočova-Nadbišec    | 1051               | Gočova                             | 2011             | lokalnega pomena | arheološka dediščina       | rimska doba          | Delno zravnana rimska gomila z višino 0,8 m in premerom 13 m. |
|       | Rimskodobno gomilno grobišče Podgradnom   | 1016               | Gočova                             | 2011             | lokalnega pomena | arheološka dediščina       | rimska doba          | Rimskodobno gomilno grobišče; deset delno prekopanih gomil z višinami od 0,5 do 1,5 m in s premeri od 7,5 do 12 m. |
|       | Rimskodobno gomilno grobišče Gočovski vrh | 28783              | Gočova                             | 2011             | lokalnega pomena | arheološka dediščina       | rimska doba          | Skupina osmih delno poškodovanih gomil z višinami od 1,2 do 2 m in s premeri od 10 do 15 m. Dve gomili sta bili arheološko raziskani, najdeni sta bili grobnici iz kamnitih plošč in rimskodobna lončenina.                                                                         |
|       | Domačija Osek 72                          | 1090               | Osek                               | 2011             | lokalnega pomena | profana stavbna dediščina  | 18. stoletje         | Domačijo sestavljajo zidana, pritlična, delno podkletena stanovanjska hiša, datirana z letnico 1830 v sklepniku kamnitega vhodnega portala, gospodarsko poslopje z letnico 1787 na portalu. Hiša ima sončno uro.                                                                    |
|       | Domačija Osek 26                          | 25657              | Osek                               |                  | lokalnega pomena | profana stavbna dediščina  | 19. stoletje         | Lesena cimprana in delno podkletena hiša, krita z dvokapno opečno streho ima tradicionalno razporejene prostore in ohranjeno črno kuhinjo. Ob hiši stoji star vodnjak. |
|       | Rimskodobna naselbina in kamnolom         | 1022               | Osek                               | 2011             | lokalnega pomena | arheološka dediščina       | rimska doba          | Sledovi rimskodobne poselitve (odlomki lončenine, lončarska peč) s sledovi odkopov litavskega apnenca. |
|       | Rimskodobno gomilno grobišče              | 1023               | Osek                               | 2011             | lokalnega pomena | arheološka dediščina       | rimska doba          | Obsežno gomilno grobišče (50 večinoma poškodovanih gomil v dveh skupinah), ki je pripadalo naselbini rimskodobnih kamnosekov. |
|       | Stranšakova kovačija                      | 24690              | Osek                               |                  | lokalnega pomena | profana stavbna dediščina  | začetek 20. stoletja | Kovačija z začetka 20. stoletja je pritličen lesen objekt z manjšim nadstreškom in ohranjenim kovaškim orodjem ter ognjiščem. |
|       | Arheološko najdišče Ob cesti              | 9911               | Spodnja Senarska                   | 2011             | lokalnega pomena | arheološka dediščina       | rimska doba          | Sledovi rimskodobne poselitve (odlomki lončenine odkriti v obcestnem jarku). |
|       | Domačija Spodnja Senarska34               | 24329              | Spodnja Senarska                   | 2011             | lokalnega pomena | profana stavbna dediščina  | konec 19. stoletja   | Domačija gručastega tipa obsega hišo z letnico 1875 na kamnitem portalu in pravokotno nanjo postavljeni gospodarski poslopji v nizu s kovačnico in zunanjim straniščem. Vse stavbe so grajene iz kamna.                                                                             |
|       | Hiša Spodnja Senarska 14                  | 1092               | Spodnja Senarska                   | 2011             | lokalnega pomena | profana stavbna dediščina  | začetek 20. stoletja | Zidana, pritlična, v celoti podkletena hiša z bogato členjeno fasado. Kamnit vhodni portal je ornamentiran in datiran z letnico 1907. |
|       | Hiša Spodnja Senarska 19                  | 28782              | Spodnja Senarska                   | 2011             | lokalnega pomena | profana stavbna dediščina  | konec 19. stoletja   | Zidan, pritlična, delno podkletena značilna kmečka hiša, krita s strmo dvokapno opečno streho, z ohranjeno izvirno notranjščino. Vhodni pravokotni portal je kamnit, dvokrilna kasetirana vrata so opremljena s starima kljukama. V njej nekdaj gostilna.                           |
|       | Hiša Spodnja Senarska 32                  | 1093               | Spodnja Senarska                   | 2011             | lokalnega pomena | profana stavbna dediščina  | konec 19. stoletja   | Zidana, pritlična, delno podkletena stanovanjska hiša z letnico 1870 na kamniti prekladi vhodnega portala. |
|       | Križanova kapela                          | 22047              | Spodnja Senarska                   |                  | lokalnega pomena | sakralna stavbna dediščina | konec 19. stoletja   | Kapelica iz 1884 ima zvonik in poslikano trikotno čelo. Stoji na kvadratnem tlorisu in ima polkrožni zaključek. Vhod v kapelo ima šilasti zaključek. |
|       | Rimska gomila I                           | 1057               | Spodnja Senarska                   | 2011             | lokalnega pomena | arheološka dediščina       | rimska doba          | Rimska gomila, višine 0,5 m in premera 12 m. Arheološki terenski spomenik v prvotni legi. |
|       | Rimska stavba                             | 1028               | Spodnja Senarska                   | 2011             | lokalnega pomena | arheološka dediščina       | rimska doba          | Na lokaciji najdeni fragmenti rimske keramike, kar kaže na obstoj rimske stavbe. |
|       | Rimski gomili                             | 1029               | Spodnja Senarska                   | 2011             | lokalnega pomena | arheološka dediščina       | rimska doba          | Dve neopredeljeni gomili, višine 0,5 m ter premera 11 in 6 m. Nepoškodovani. Arheološki terenski spomenik v prvotni legi. |
|       | Vaška kapela                              | 22047              | Spodnje Verjane                    |                  | lokalnega pomena | sakralna stavbna dediščina | konec 19. stoletja   | Kapelica iz leta 1880 predstavlja tip kapelice z dvema stebroma in nišo, v kateri stoji kip Marije z detetom. Stoji nasproti hiši Spodnje Verjane št. 5. |
|       | Cerkev Sv. Trojice                        | 3464               | Sveta Trojica v Slovenskih goricah | 2011             | lokalnega pomena | sakralna stavbna dediščina | sredina 17. stoletja | Mogočna baročna cerkev (1643 in 1740) z baročnima zvonikoma stoji ob samostanu. Notranjščino krasijo baročni oltarji (J.Straub) in slike (K.Schmidt). |
|       | Domačija Polič                            | 3465               | Sveta Trojica v Slovenskih goricah |                  | lokalnega pomena | profana stavbna dediščina  | konec 19. stoletja   | Domačijo sestavljajo pritlična hiša s petosno glavno fasado in k njej priključena gospodarska poslopja. Ločeno stoji neogotska kapela z zvonikom. Poslopja iz druge polovice 19. stoletja so krita z opečnimi dvokapnimi strehami. Domačija stoji na naslovu Cesta Maksa Kavčiča 9. |
|       | Domačija Trojiški trg 22, 25              | 7100               | Sveta Trojica v Slovenskih goricah | 2011             | lokalnega pomena | profana stavbna dediščina  | konec 18. stoletja   | Domačijo sestavljata mogočna enonadstropna baročna hiša s čopoma, ki ima v temeniku portala letnico 1788 in pritlično gospodarsko poslopje iz istega časa. |
|       | Golobova kapela                           | 22056              | Sveta Trojica v Slovenskih goricah |                  | lokalnega pomena | sakralna stavbna dediščina | začetek 19. stoletja | Postbaročna kapelica pravokotnega tlorisa, zaprtega tipa, s poznobaročnim potlačenim kamnitim portalom. Na strehi je stolpast nastavek s štirimi polkrožnimi nišami, ki ga pokriva baročna streha. Kapela stoji zraven hiše Stara pot 1.                                            |
|       | Hiša cesta Maksa Kavčiča 2                | 7102               | Sveta Trojica v Slovenskih goricah | 2011             | lokalnega pomena | profana stavbna dediščina  | sredina 19. stoletja | Vogalna pritlična hiša na L ima v prirezanem vogalu vhod v trgovino. Na nižjem delu hiše je vhod s portalom in letnico 1838. Gospodarsko poslopje pod hišo je pritlično, desetosno, pokrito z dvokapnico.                                                                           |
|       | Hiša Mariborska 22                        | 7091               | Sveta Trojica v Slovenskih goricah | 2011             | lokalnega pomena | profana stavbna dediščina  | začetek 20. stoletja | Pritlično hišo datiramo v leto 1904. Ima dve ulični pročelji s po šestimi osmi. Portal je v četrti osi. |
|       | Hiša Slovenska 2                          | 25526              | Sveta Trojica v Slovenskih goricah |                  | lokalnega pomena | profana stavbna dediščina  | konec 19. stoletja   | Enonadstropna podkletena hiša iz druge polovice 19. stoletja s štiriosno glavno fasado je krita z dvokapno opečno streho. |
|       | Hiša Trojiški trg 10                      | 7099               | Sveta Trojica v Slovenskih goricah | 2011             | lokalnega pomena | profana stavbna dediščina  | začetek 20. stoletja | Petosna enonadstropna hiša s trgovino v pritličju. Fasada v nadstropjuje popolnoma predelana. Ohranjeno pritličje likovno kaže na začetek 20. stoletja. |
|       | Hiša Trojiški trg 12                      | 7101               | Sveta Trojica v Slovenskih goricah | 2011             | lokalnega pomena | profana stavbna dediščina  | konec 19. stoletja   | Pritlična, dvoosna stanovanjska hiša ima vhod z dvoriščne strani. Vhod krasi izrezljan zatrep. Fasada je členjena z rustikalnimi šivanimi robovi, fugami in obrobami. "Tirolski stil" iz okoli 1900.                                                                                |
|       | Hiša Trojiški trg 24                      | 7096               | Sveta Trojica v Slovenskih goricah | 2011             | lokalnega pomena | profana stavbna dediščina  | 19. stoletje         | Petosno enonadstropno stavbo pokriva dvokapnica. V osi pritličja je v rustikalnem pritličju postbaročni portal. Stavba je značilna trška arhitektura 19. stol. |
|       | Hiša Trojiški trg 26                      | 7093               | Sveta Trojica v Slovenskih goricah | 2011             | lokalnega pomena | profana stavbna dediščina  | začetek 20. stoletja | Enonadstropna hiša, poudarjena z mnogokotnim pomolom na vogalu. Streha je piramidasta. Profilacija se pojavi okoli oken, na pomolu in med etažami. Primer stanovanjske hiše z začetka 20. stol.                                                                                     |
|       | Hiša Trojiški trg 3                       | 7092               | Sveta Trojica v Slovenskih goricah | 2011             | lokalnega pomena | profana stavbna dediščina  | 19. stoletje         | Pritlična vzdolžna hiša, z dvokapnico. Vhod v centralni osi poudarja profilacija in temenik v osi. Okna obrobljajo gladke in široke obrobe s temeniki. Tipična stanovanjska enodružinska hiša iz 19. stol.                                                                          |
|       | Hiša Trojiški trg 4                       | 7094               | Sveta Trojica v Slovenskih goricah | 2011             | lokalnega pomena | profana stavbna dediščina  | 19. stoletje         | Podolgovata enonadstropna hiša z vhodom v centralni osi in dvokapno streho. Pritličje je poudarjeno s pravokotnimi polji. Bogata fasadna profilacija je značilna za 19. stol. |
|       | Hiša Trojiški trg 7                       | 7095               | Sveta Trojica v Slovenskih goricah | 2011             | lokalnega pomena | profana stavbna dediščina  | sredina 19. stoletja | Enonadstropna trška hiša s sedemosno glavno fasado, krita z dvokapnico. Preprosta profilacija v pritličju in bogata v nadstropju (profilirane okenske obrobe, parapetna polja), značilna za drugo tretjino 19. stol.                                                                |
|       | Hiša Trojiški trg 8                       | 7097               | Sveta Trojica v Slovenskih goricah | 2011             | lokalnega pomena | profana stavbna dediščina  | 18. stoletje         | Nadstropna hiša s petosno glavno fasado, krita z dvokapnico. V osi rustikalnega pritličja je postbaročni portal z letnico 1886. Okna v nadstropju obrobljajo ušesasti okviri s temenikom iz ometa. V notranjosti ohranjene niše s pečmi in poslikan strop.                          |
|       | Hiša Trojiški trg 9                       | 7098               | Sveta Trojica v Slovenskih goricah | 2011             | lokalnega pomena | profana stavbna dediščina  | konec 19. stoletja   | Nadstropna hiša s petosno glavno fasado, ki jo členijo dekorativni šivani robovi v prvem nadstropju, medetažni venec, okenske obrobe in police, v osi je portal z letnico 1849 in inicialkama V.T. Na dvoriščni strani sta gospodarsko poslopje in klet.                            |
|       | Kapela ob Trojiškem jezeru                | 7117               | Sveta Trojica v Slovenskih goricah | 1992             | lokalnega pomena | sakralna stavbna dediščina | konec 18. stoletja   | Baročna tristrana kapelica z nišami je bila močno prenovljena 1904, ko je bila vključena kot prva postaja v novourejeni križev pot, ki je vodil od jezera do cerkve sv. Trojice. Niše so bile poslikane že v baroku, nato preslikane.                                               |
|       | Mlinaričeva kapela                        | 22057              | Sveta Trojica v Slovenskih goricah |                  | lokalnega pomena | sakralna stavbna dediščina | začetek 20. stoletja | Kapelico odprtega tipa sestavljajo predprostor, ki sloni na vitkih toskanskih stebričih in niša z Marijinim kipom. Postavljena je bila 1922 v zahvalo za srečno vrnitev iz prve svetovne vojne.Kapela stoji ob hiši Stara pot 13.                                                   |
|       | Poličeva kapela                           | 24339              | Sveta Trojica v Slovenskih goricah | 2011             | lokalnega pomena | sakralna stavbna dediščina | konec 19. stoletja   | Kapela s strmo streho in dvema izzidanima trikotnima čeloma ob strani ima na vhodni strani prislonjen masiven neogotski zvonik. Nad šilasto zaključenim vhodom je neogotska roža in maltasta podoba angela z napisnim trakom. Kapela stoji ob hiši Cesta Maksa Kavčiča 9.           |
|       | Samostan                                  | 13400              | Sveta Trojica v Slovenskih goricah | 2011             | lokalnega pomena | sakralna stavbna dediščina | konec 17. stoletja   | Baročni samostan. Cerkev in bivalni del s tlorisno obliko črke L. Daljši glavni trakt datira v leto 1692. Krajši vzhodni trakt prizidan leta 1888. Knjižnica. Baročno stopnišče. |
|       | Spomenik padlim domačinom                 | 24341              | Sveta Trojica v Slovenskih goricah | 2011             | lokalnega pomena | memorialna dediščina       | sredina 20. stoletja | Kamnit spomenik je bil izdelan 1950 po načrtu arhitekta Plečnika. Na podstavku je pokončen kvader z napisom, na njem so trije sklopi granitnih elementov, na vrhu je peterokraka zvezda. Posvečen je desetim v NOB padlim domačinom.                                                |
|       | Trško jedro                               | 1040               | Sveta Trojica v Slovenskih goricah | 2011             | lokalnega pomena | naselbinska dediščina      | začetek 15. stoletja | Gručasto jedro razpotegnjene vasi, formirano ob romarski cerkvi in frančiškanskem, nekdaj avguštinskem samostanu. Vas je dobila trške pravice 1872. Strnjeno pozidane stavbe, ki tvorijo trško jedro z lijakasto razširjenim cestiščem, so iz 19. stol.                             |
|       | Znamenje sv. Janeza Puščavnika            | 1082               | Sveta Trojica v Slovenskih goricah | 2011             | lokalnega pomena | sakralna stavbna dediščina | sredina 19. stoletja | Plastika sv. Janeza Puščavnika iz 1849 stoji na širokem podstavku z napisom. Slogovno predstavlja nadaljevanje poznobaročne tradicije v 19. stol. z nekoliko manj dinamike. Znamenje stoji v bližini hiše Cesta Maksa Kavčiča 2.                                                    |
|       | Domačija Magdič                           | 25537              | Zgornje Verjane                    | 2011             | lokalnega pomena | profana stavbna dediščina  | konec 19. stoletja   | Domačijo sestavljata pritlična podkletena hiša iz druge polovice 19. stoletja s sedemosno glavno fasado, krita z dvokapno opečno streho ter gospodarsko poslopje. Domačija stoji v Zgornjih Verjanah 16.                                                                            |
|       | Hiša Zgornje Verjane 17                   | 1102               | Zgornje Verjane                    |                  | lokalnega pomena | memorialna dediščina       | začetek 19. stoletja | V majhni kmečki hiši se je leta 1814 rodil Oroslav Caf, slovenski jezikoslovec. Na pročelju hiše je spominska plošča. |
|       | Hiša Zgornje Verjane 18                   | 25539              | Zgornje Verjane                    | 2011             | lokalnega pomena | profana stavbna dediščina  | 19. stoletje         | Pritlična podkletena hiša iz 19. stoletja s petosno glavno fasado in kamnitim vhodnim portalom v osrednji osi je krita z dvokapno opečno streho. |
|       | Hiša Zgornje Verjane 3                    | 25538              | Zgornje Verjane                    | 2011             | lokalnega pomena | profana stavbna dediščina  | 19. stoletje         | Pritlična podkletena hiša iz 19. stoletja, s petosno glavno fasado in kamnitim vhodnim portalom v osrednji osi je krita s čopasto dvokapno opečno streho. |
|       | Prebevškova kapela                        | 3467               | Zgornje Verjane                    |                  | lokalnega pomena | sakralna stavbna dediščina | konec 19. stoletja   | Kapelica z zvonikom je iz leta 1870. Pokriva jo dvokapnica. Fasada je členjena z neobaročnimi pilastri. Kapela stoji ob hiši Zgornje Verjane 18. |
|       | Rimska gomila                             | 1064               | Zgornje Verjane                    | 2011             | lokalnega pomena | arheološka dediščina       | rimska doba          | Rimska gomila z višino 0,3 m in premerom 11 do 15 m. |
|       | Rimska stavba                             | 1027               | Zgornji Porčič                     | 2011             | lokalnega pomena | arheološka dediščina       | rimska doba          | Sledovi rimskega objekta z večinoma že obkopanimi temelji, v velikosti 50x100 m. Po ljudskem izročilu naj bi tu stal grad Burgstall. |
|       | Trikotno znamenje                         | 22062              | Zgornji Porčič                     |                  | lokalnega pomena | sakralna stavbna dediščina | sredina 19. stoletja | Trikotno znamenje iz leta 1839 ima tri poslikane niše. Kritina je pločevinasta. V glavni niši, obrnjeni proti Sveti Trojici, je upodobljena sv. Trojica, v severni niši Marija, v vzhodni Kristus.                                                                                  |